# 大韓航空

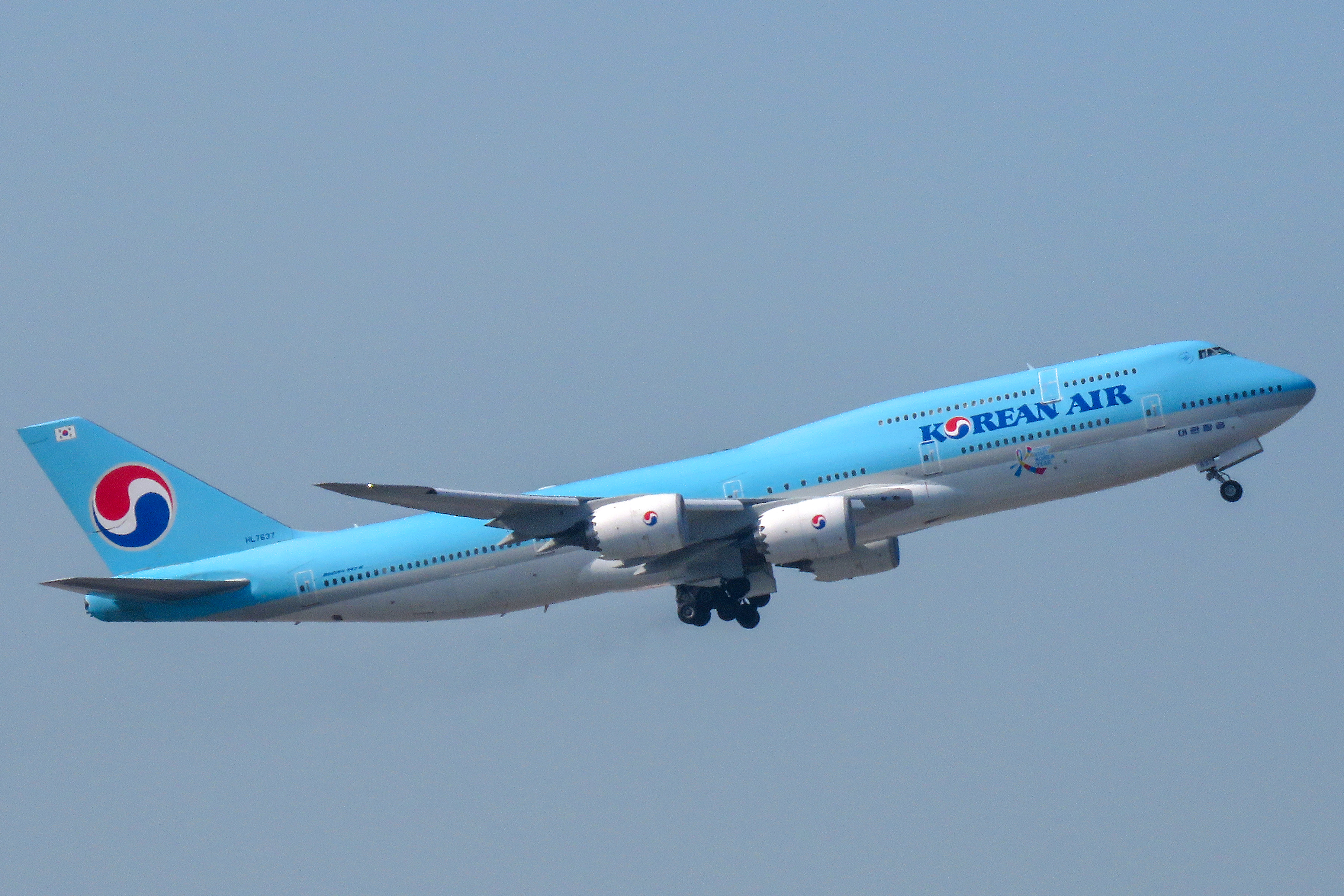
大韓航空波音747型客機

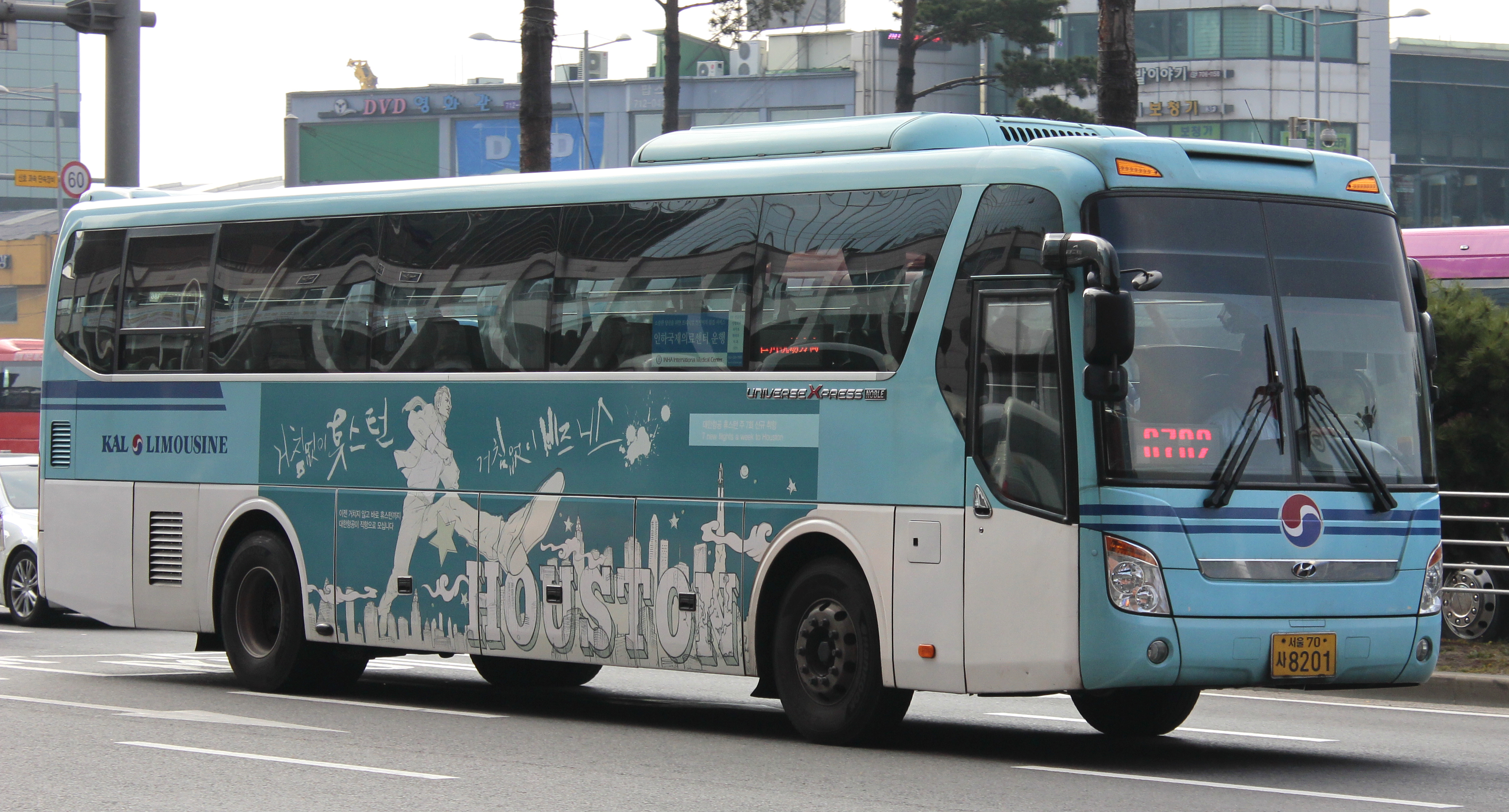
KAL機場巴士6702路

大韓航空（：／ Daehanhanggong */?，韩交所：003490，在法律上以大韓航空株式會社名義註冊），是大韓民國的國家航空公司，也是韓國最大的民用航空業者，大韓航空是榮獲Skytrax評為「五星級航空公司」的天合聯盟成員航空公司。該航空公司現為韓進集團的子公司，也是天合聯盟的創始成員之一。

## 歷史

1962年至1969年大韓航空的標誌

1969年至1984年大韓航空的標誌

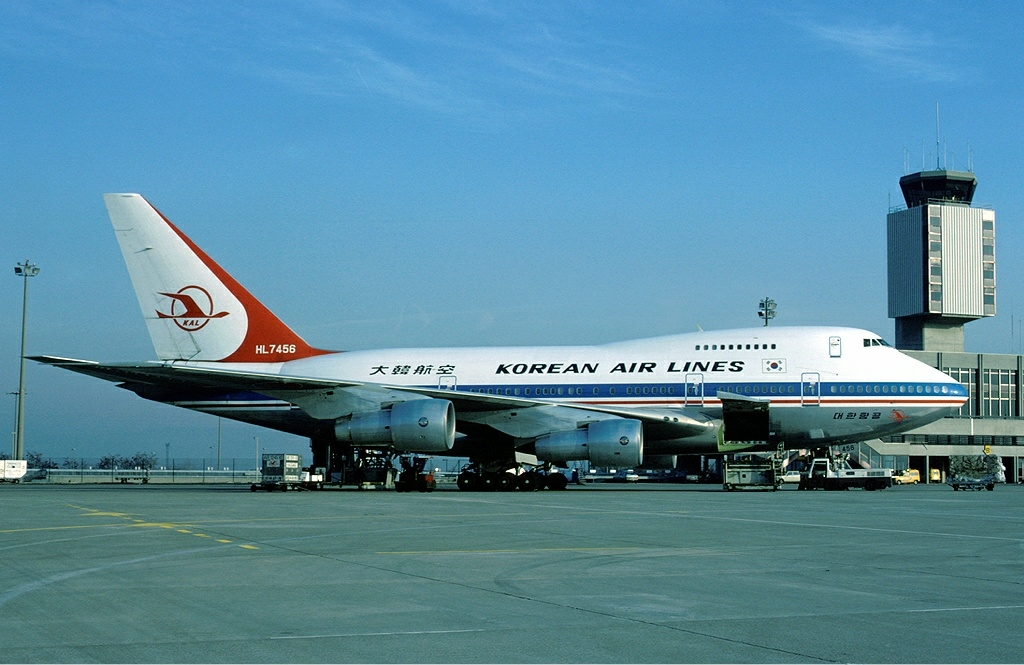
1983年大韓航空的波音747SP（當時稱Korean Air Lines，並且有韓國漢字「大韓航空」的字樣）

大韓民國政府於1962年成立國營的大韓航空，以取代於1946年成立的私營大韩国民航空。
1969年3月1日，大韓航空被韓進集團收購，成為一間私營航空公司；同年10月7日首航臺北機場:777。1971年4月開辦長途貨運服務，翌年4月17日開辦洛杉磯客運航線。1973年，大韓航空引進波音747-200飛行太平洋航線，並用波音707開辦巴黎航線，該航線數年後改用DC-10執飛。1975年，大韓航空訂購了三架空中巴士A300，成為亞洲最早使用空中巴士飛機的航空公司之一，這些A300交付後即被用於亞洲航線。當時由於韓國飛機被禁止飛入蘇聯及朝鮮領空，大韓航空的歐洲航線需向東飛行，如金浦-安克雷奇-巴黎。

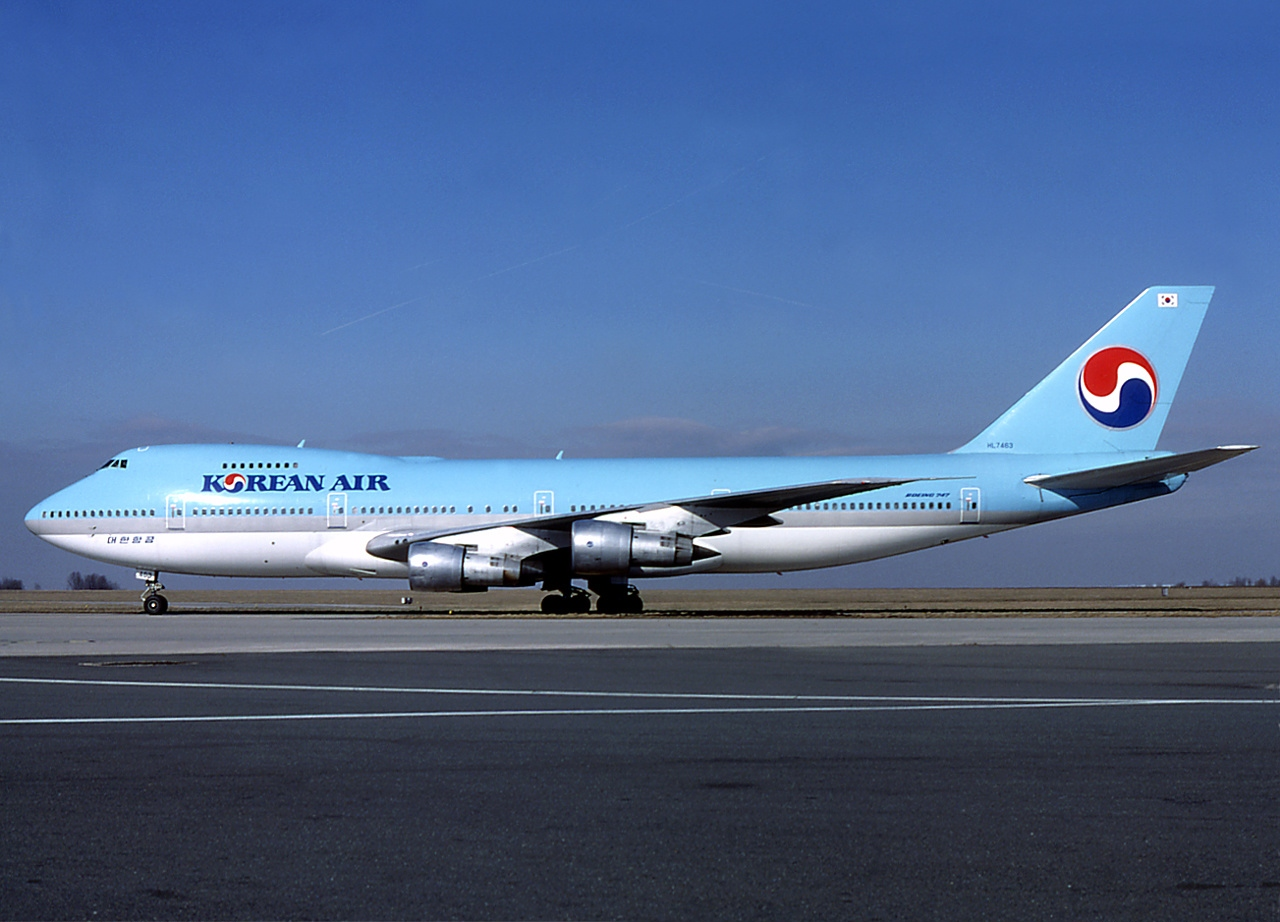
1985年塗裝變更後的大韓航空波音747-200；圖中的HL7463是大韓航空引進的第一架747，原機號HL7410

1984年至2025年大韓航空的標誌

1984年，大韓航空啟用新版太極圖標誌，英文名稱由Korean Air Lines改為Korean Air，並以天藍色為飛機的主體色調。1990年代初期，大韓航空成為首間引進3引擎麥道MD-11的航空公司，同期引進的還有波音747-400，但MD-11並不能滿足客運需求，因此於90年代中期被改為貨機，2000年代初退出營運。現時大韓航空的主力機隊為波音747、波音777、空中巴士A330及空中巴士A380。
2013年4月10日，大韓航空購得捷克航空44%的股份。其後，大韓航空將部分飛機轉往捷克航空，其中一架空中巴士A330-300（編號HL7701）於2013年6月租予捷克航空。
2017年10月6日，大韓航空將旗下持有的44%的捷克航空股份全數出清轉售予捷克低成本航空公司SmartWings。
2020年11月16日，大韓航空宣佈將收購韓亞航空，涉款16.2億美元。合併完成後，大韓航空新增主力機隊為空中巴士A350。
2024年3月9日，韩国公正交易委员会决定附条件批准大韩航空收购韩亚航空63.88%的股份。委员会要求两家公司将部分航线的机场时隙和运输权转移给其他航司，并禁止两家公司对各项制度做出不利消费者的变更。2024年12月12日，在美国司法部批准并购案後，大韩航空将成为东北亚地区最大的航空公司，以及世界第十大航空公司。
2025年3月11日，大韓航空正式推出全新的機身塗裝、標誌以及機尾Logo設計，為41年來首次更換企業標誌。

## 航點及代碼共享

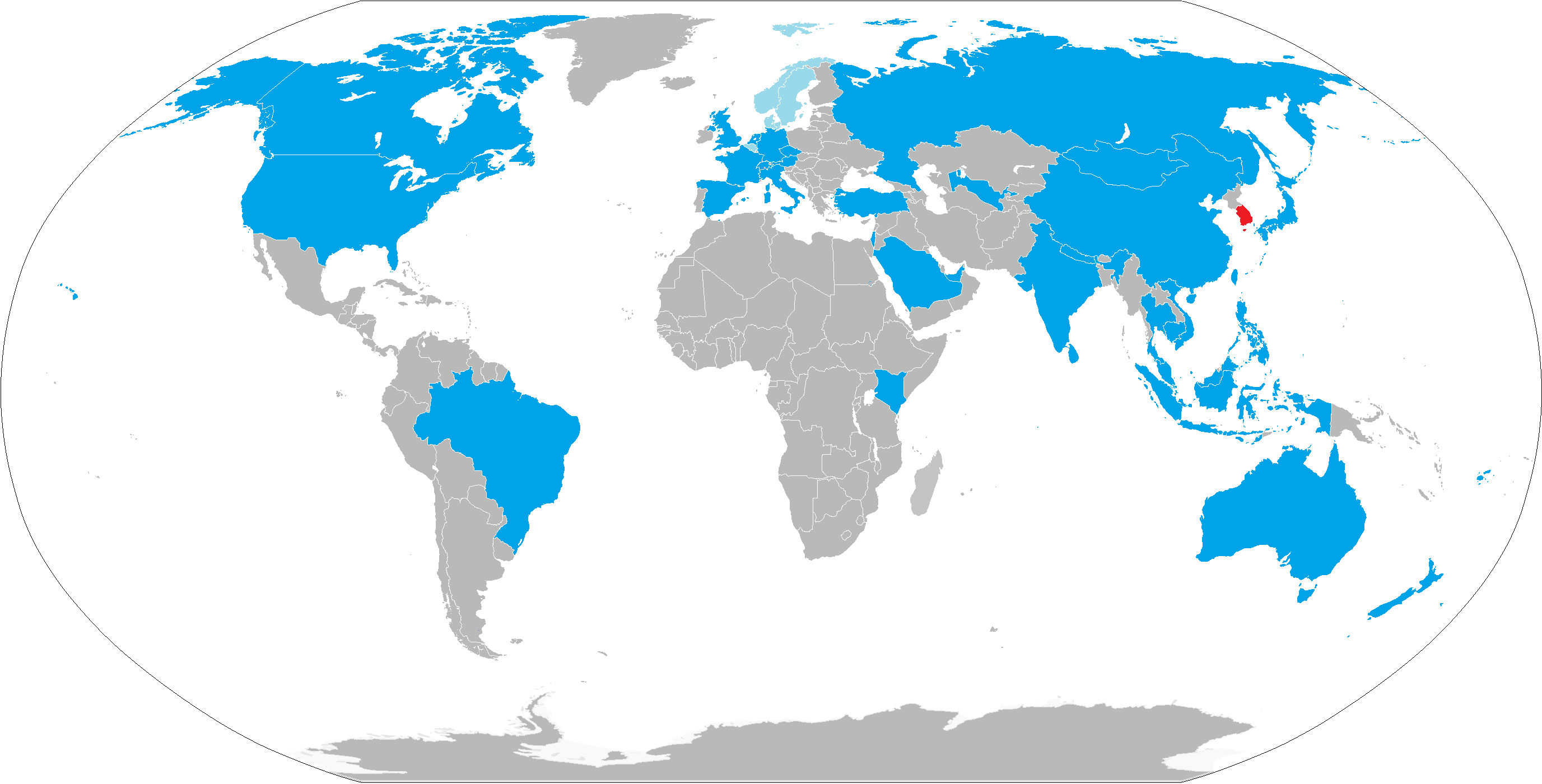
大韓航空航點圖

### 代碼共享
大韓航空為天合聯盟的創始成員，並與以下航空公司簽訂了代碼共享協議：
天合聯盟成員
- 阿根廷航空
- 墨西哥國際航空
- 歐羅巴航空
- 法國航空
- 中華航空
- 中國東方航空
- 捷克航空
- 達美航空
- 維珍航空
- 嘉魯達印尼航空
- 肯雅航空
- 荷蘭皇家航空
- 沙特阿拉伯航空
- 上海航空
- 越南航空
- 廈門航空

其他航空公司
- 大溪地航空
- 阿拉斯加航空（寰宇一家）
- 美國航空（寰宇一家）
- 加拿大航空（星空聯盟）
- 阿芙羅拉航空
- 中國南方航空
- 阿聯酋航空
- 阿提哈德航空
- 高爾航空
- 海南航空
- 夏威夷航空
- 日本航空（寰宇一家）
- 真航空
- 巴西南美航空
- 智利南美航空
- 秘魯南美航空
- 馬來西亞航空（寰宇一家）
- 蒙古民用航空
- 緬甸國際航空
- 汶萊皇家航空
- 烏茲別克斯坦航空
- 西捷航空

## 機隊

大韓航空貨運的標誌

### 現役機隊
截至2025年3月，大韓航空機隊平均機齡為10.9年，並擁有以下飛機，所有自購機型均採用GE以及PW生產的發動機 （除A350-941/1041外）

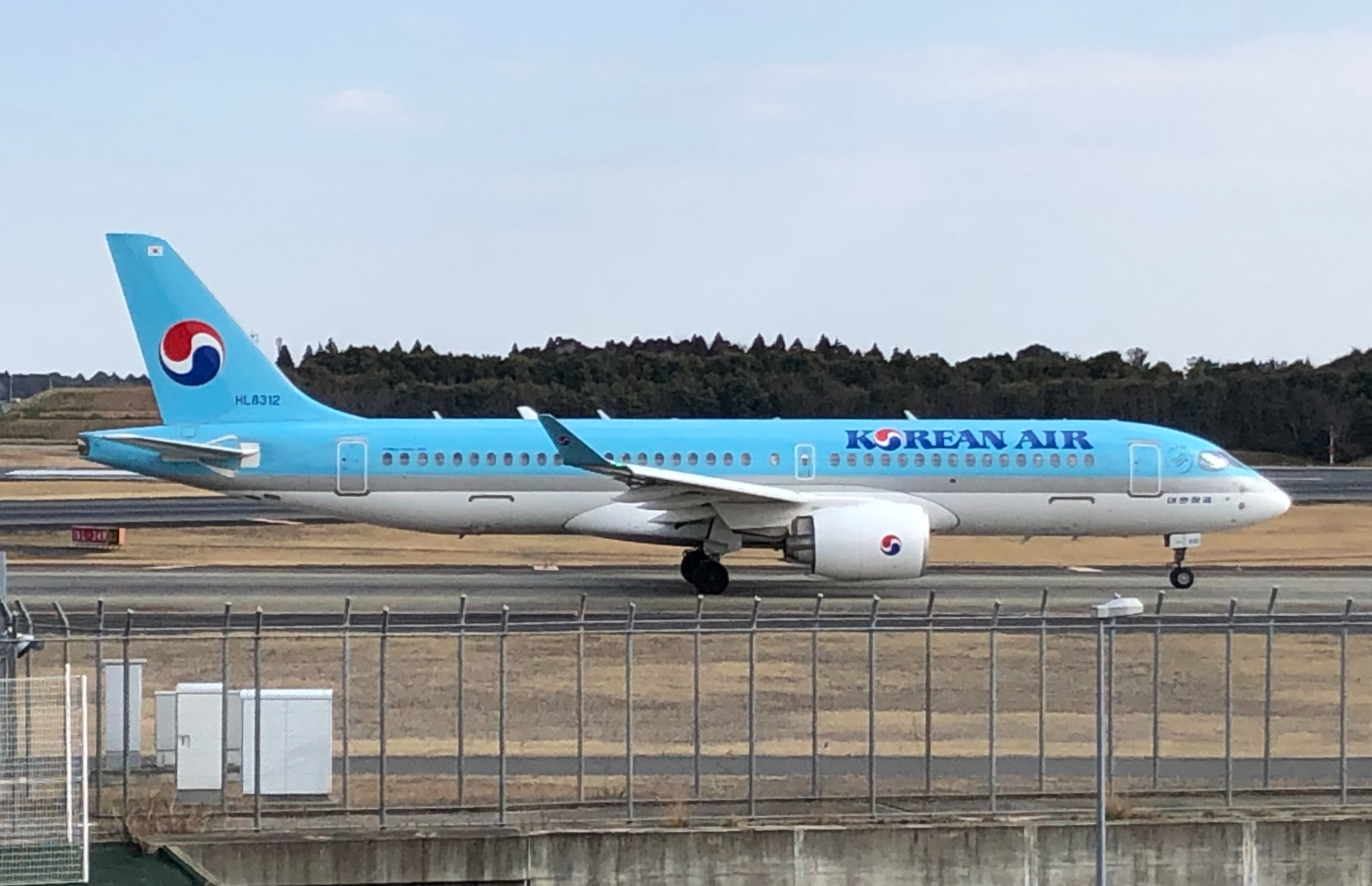
空中巴士A220-300
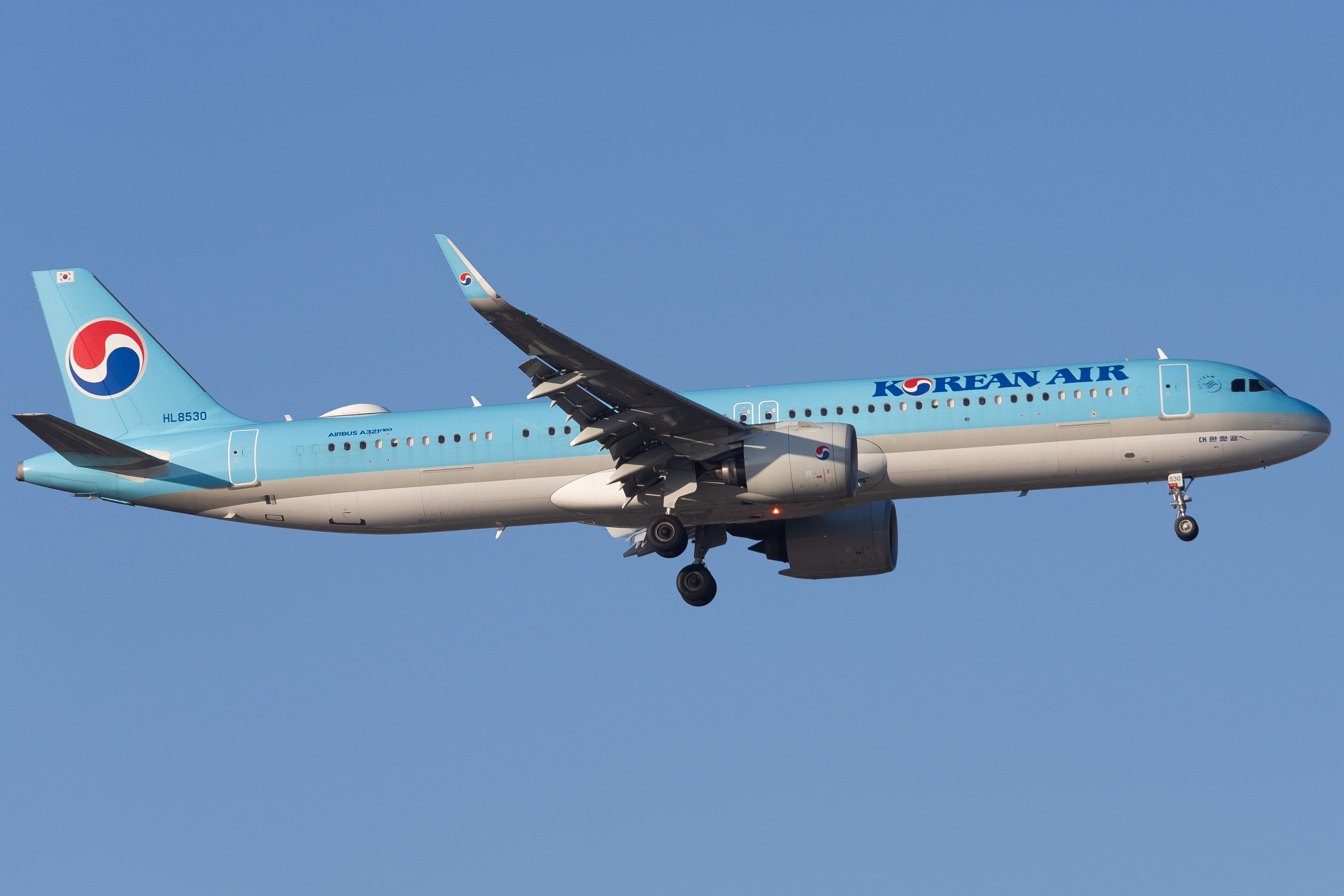
空中巴士A321neo
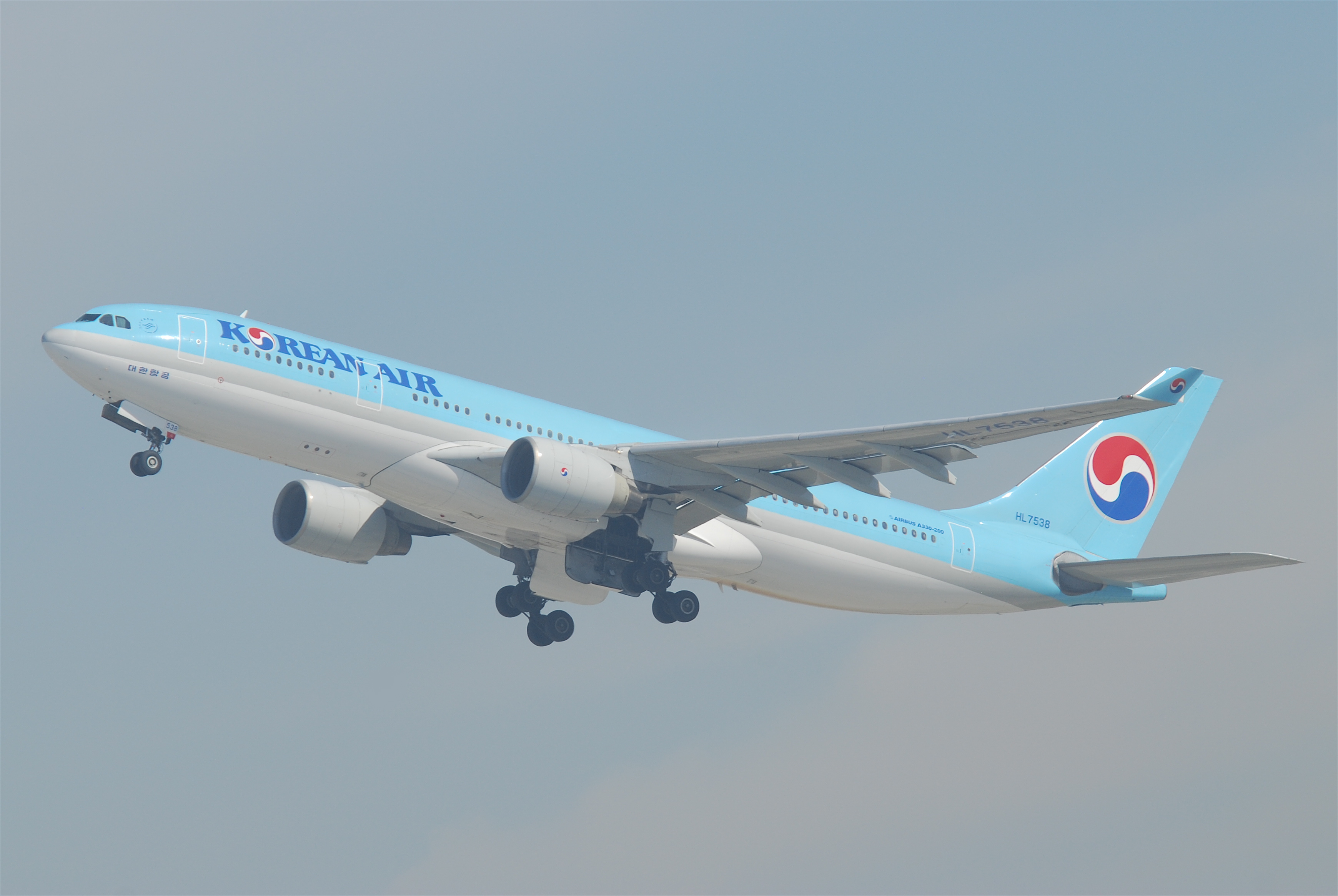
空中巴士A330-200
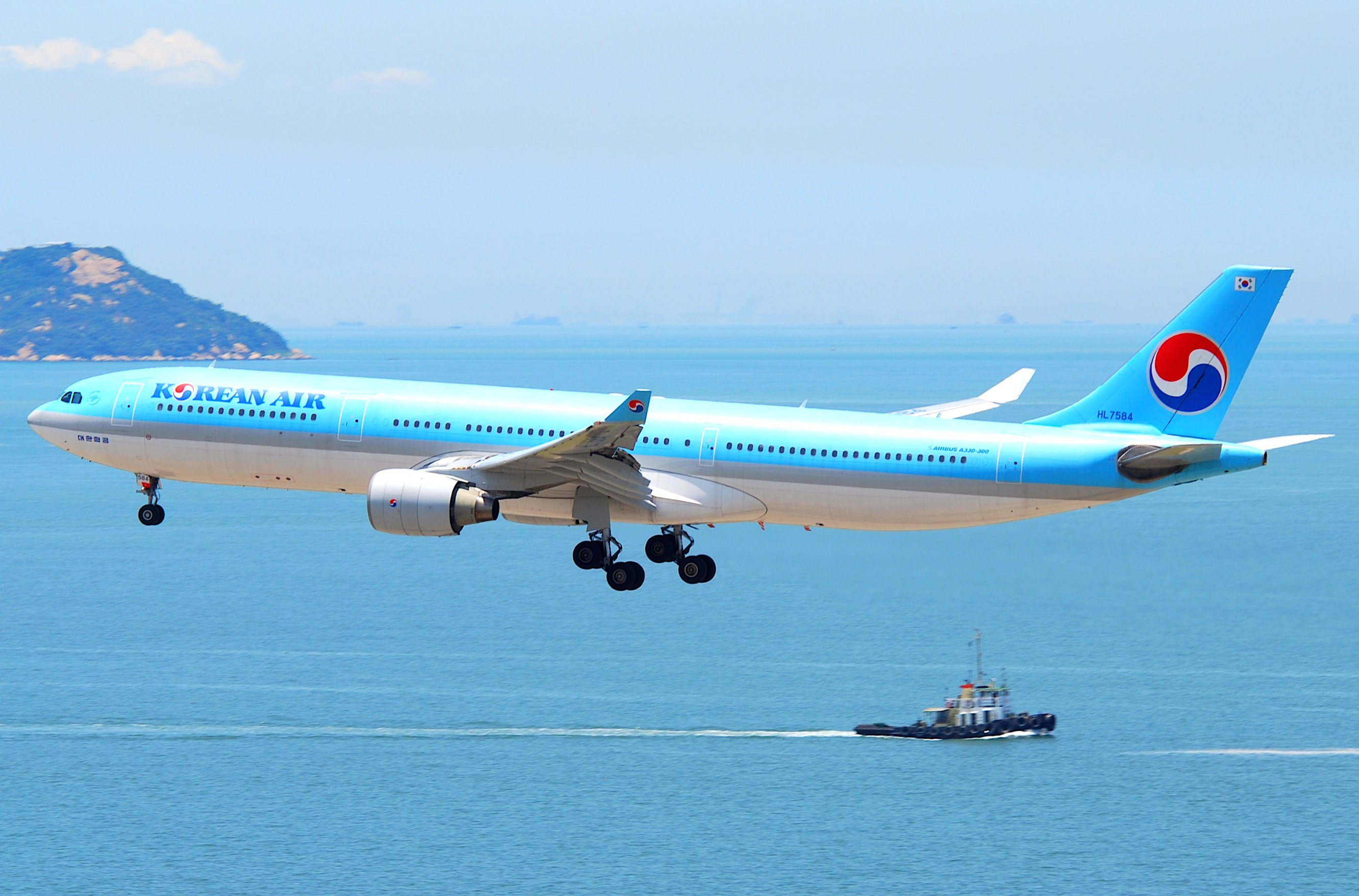
空中巴士A330-300
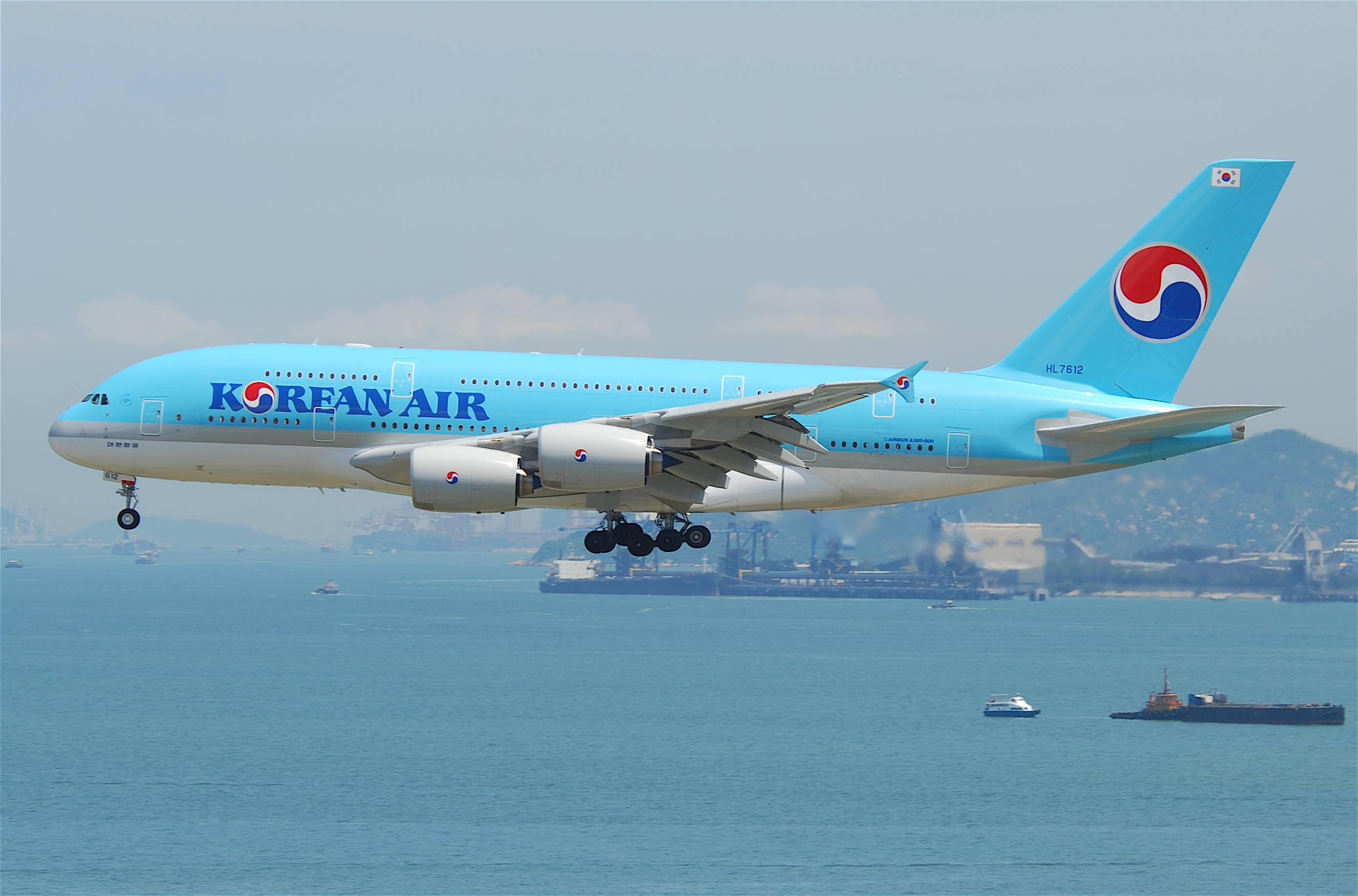
空中巴士A380-800
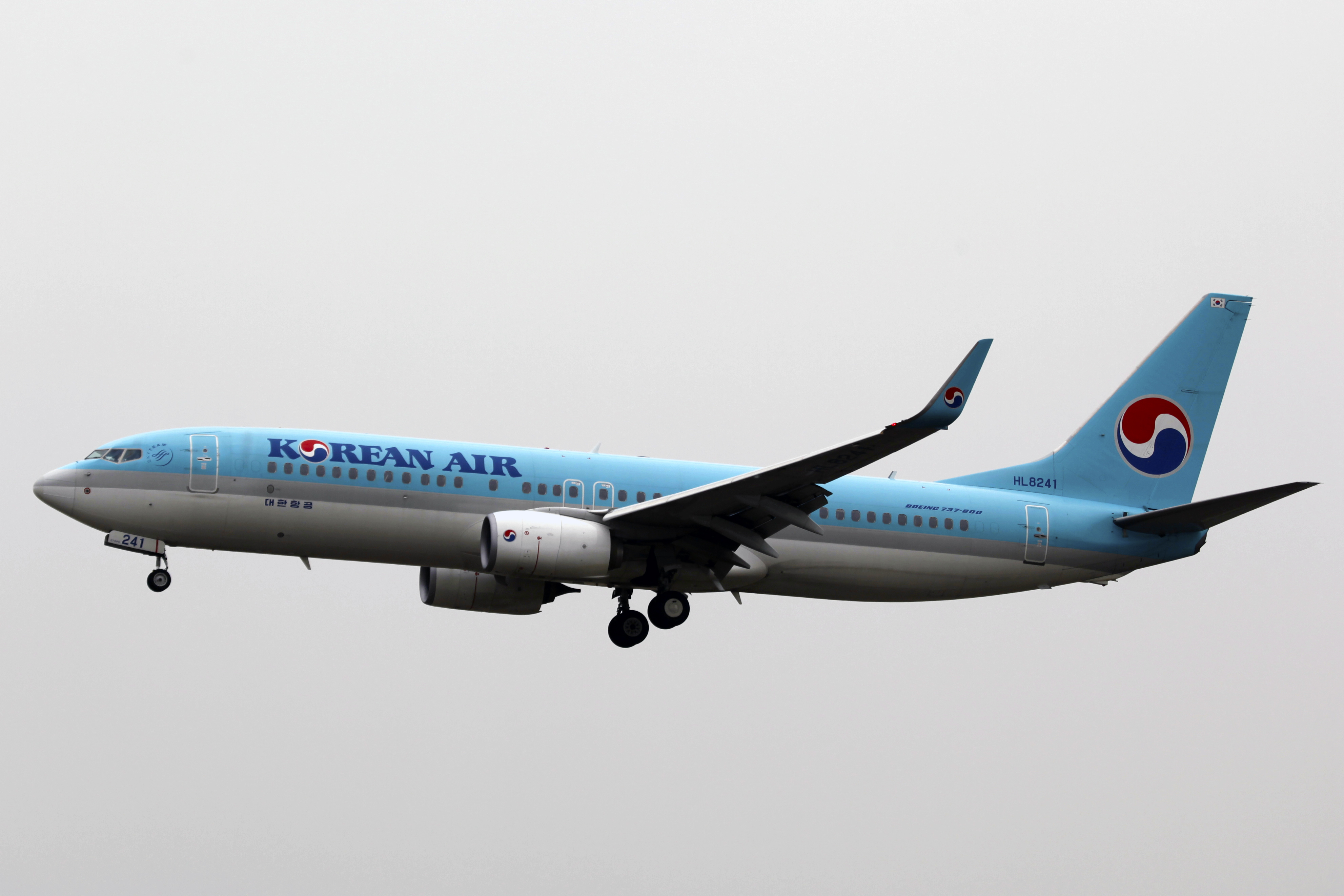
波音737-800
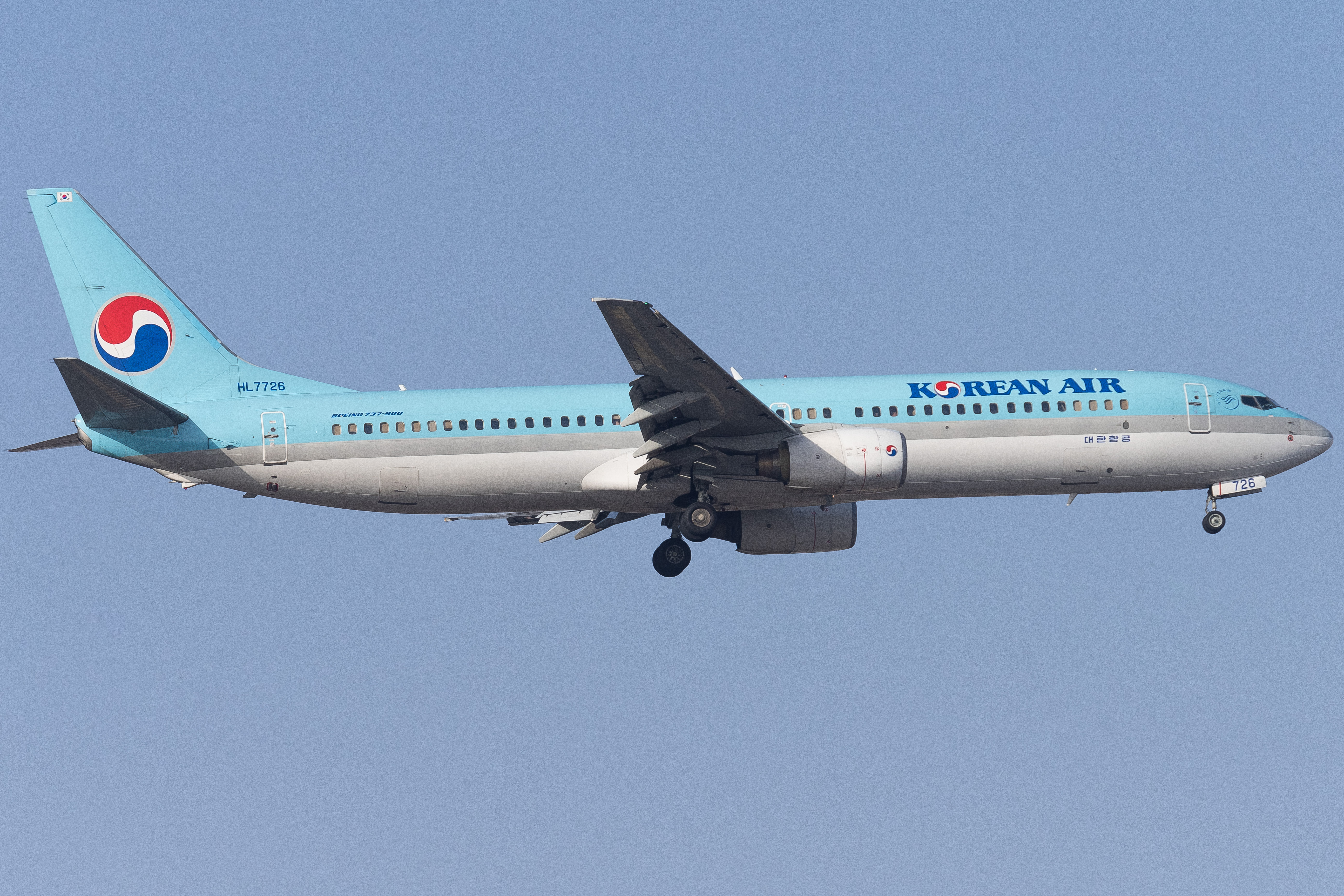
波音737-900
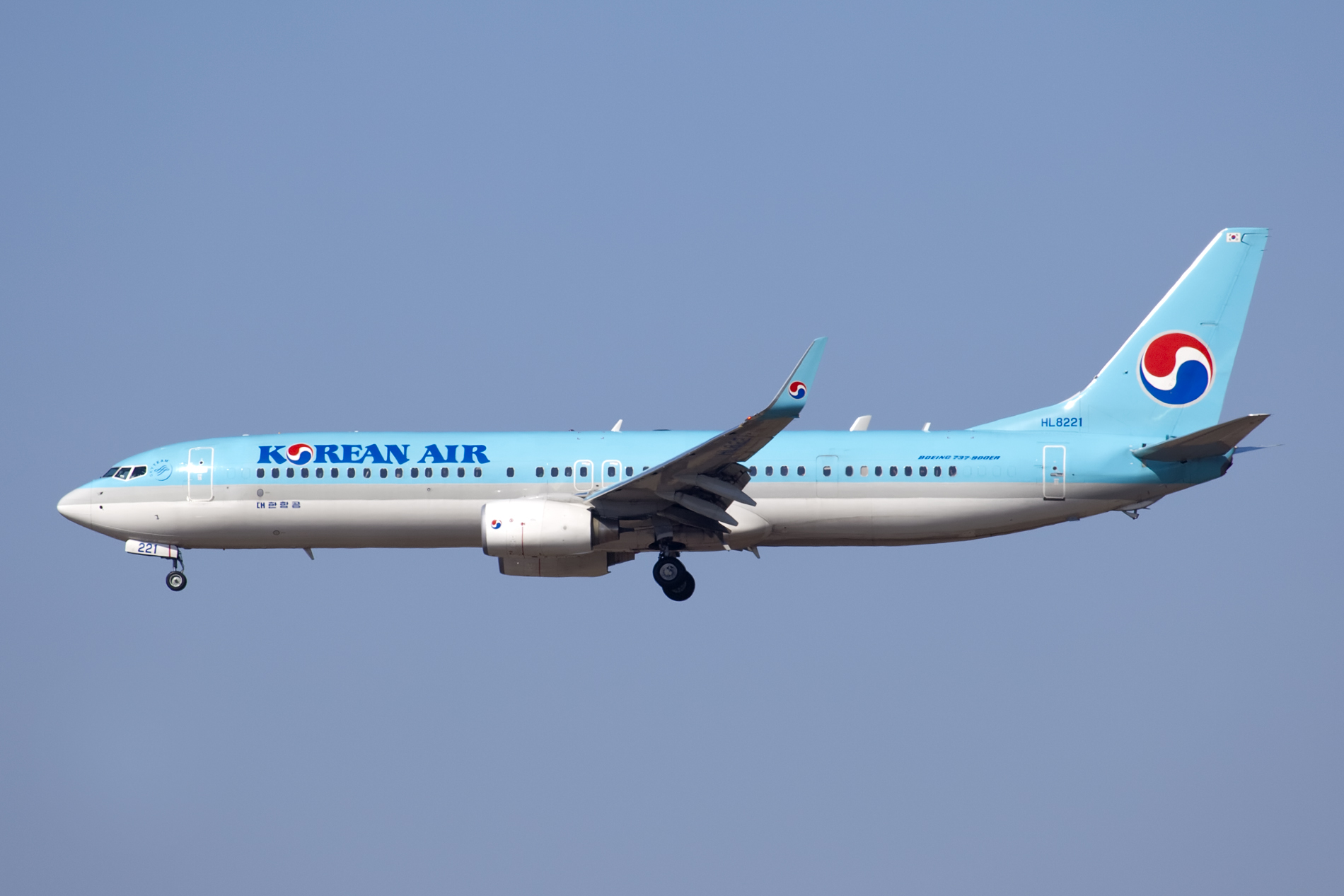
波音737-900ER
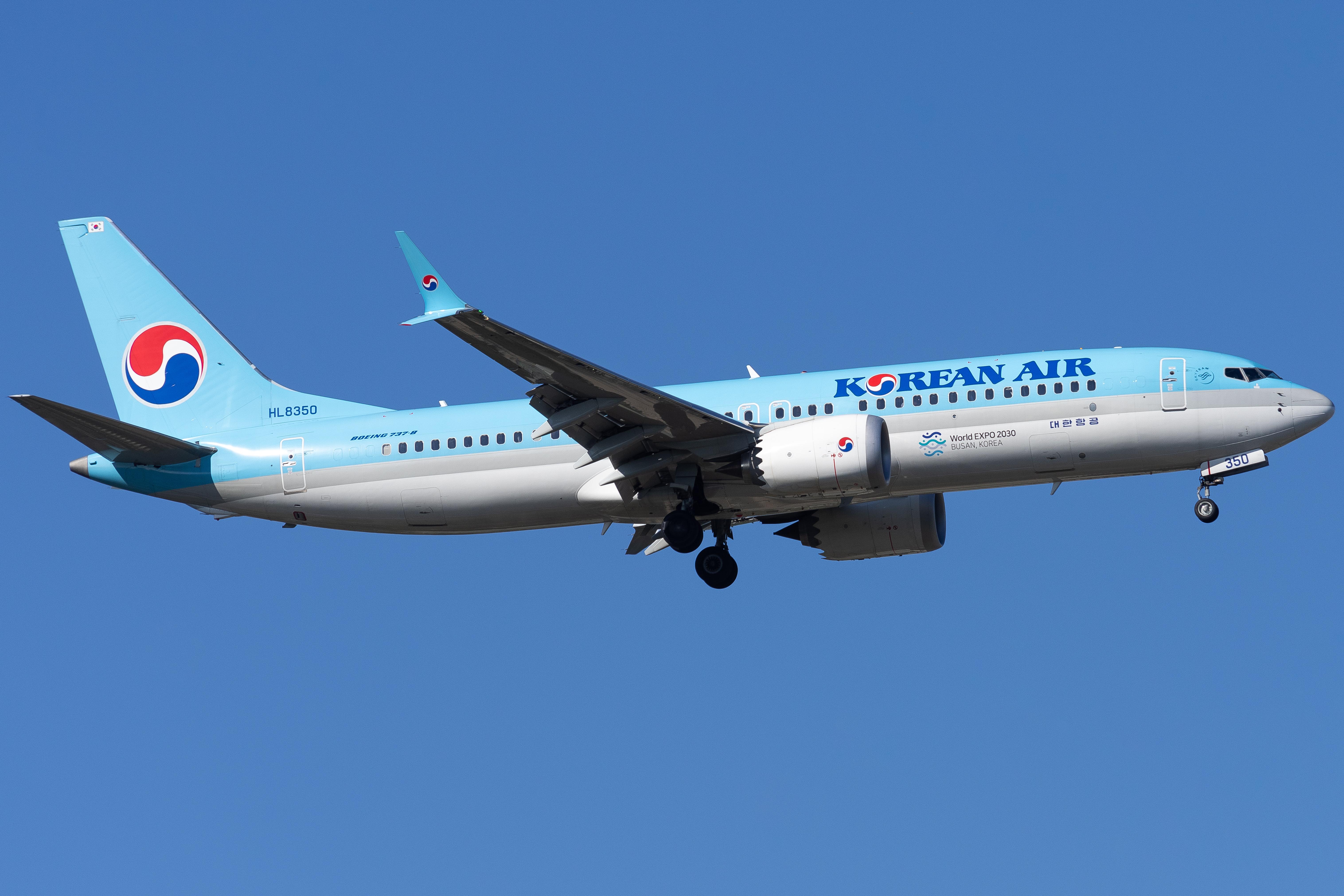
波音737-8 MAX
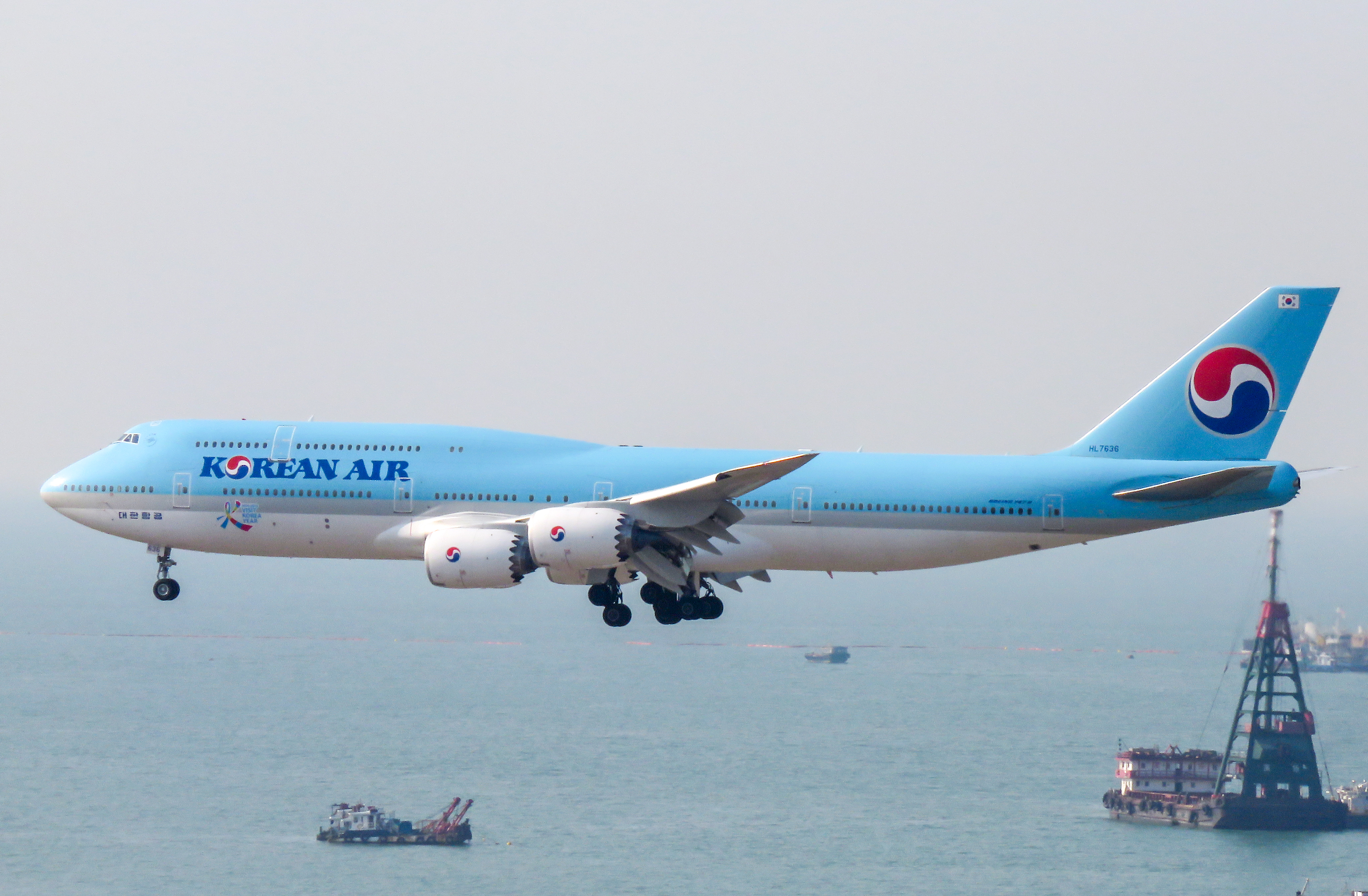
波音747-8I
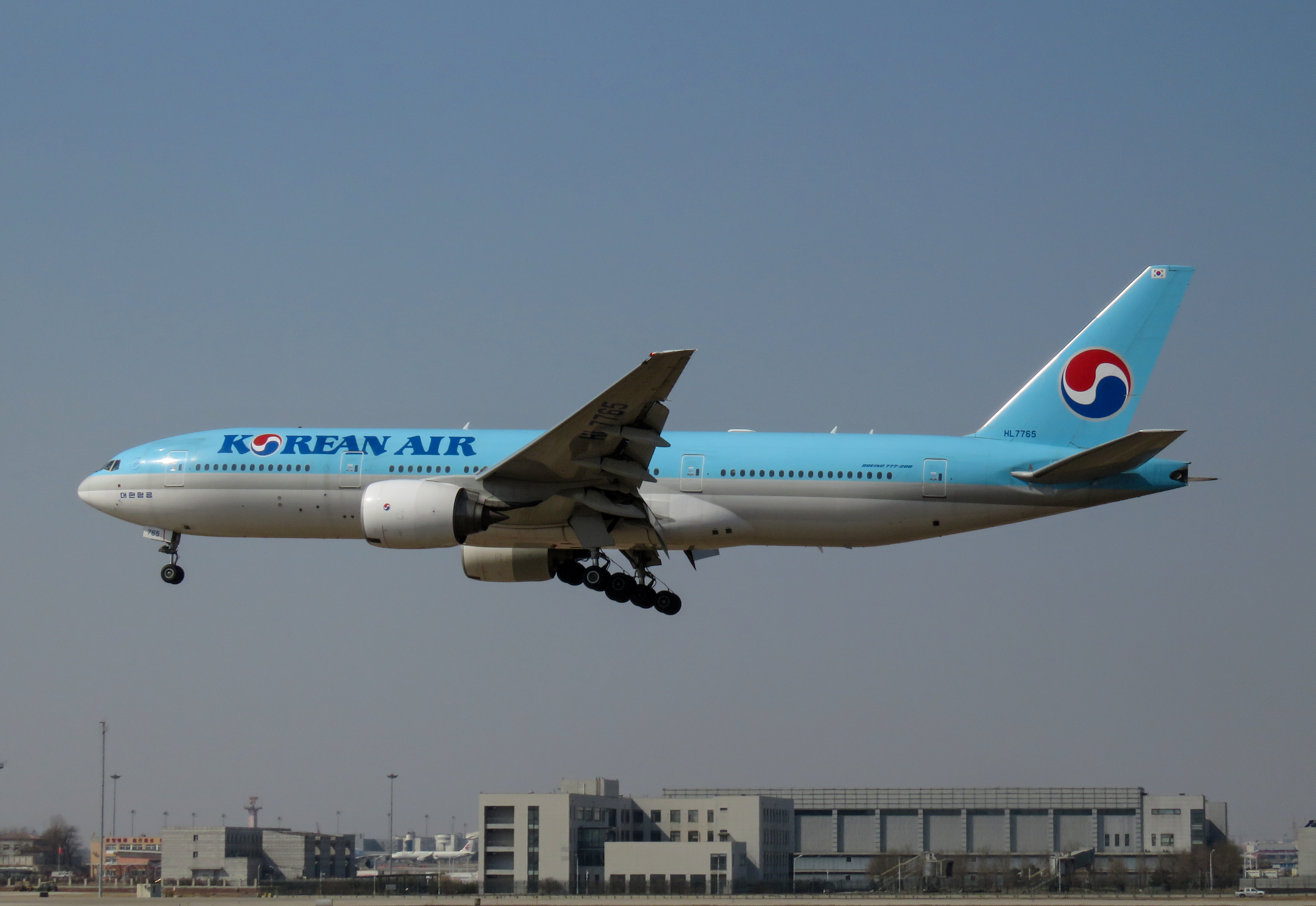
波音777-200ER
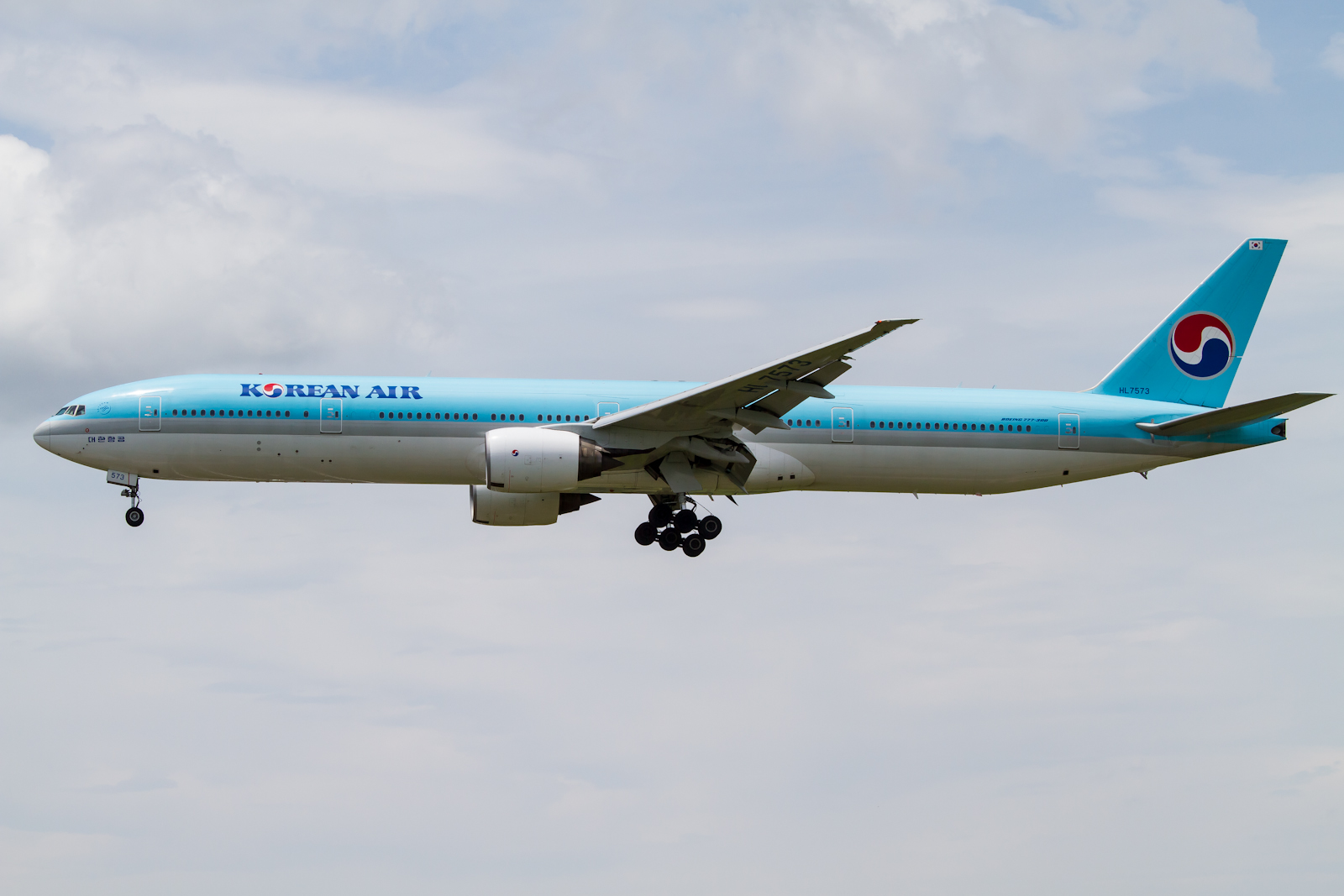
波音777-300
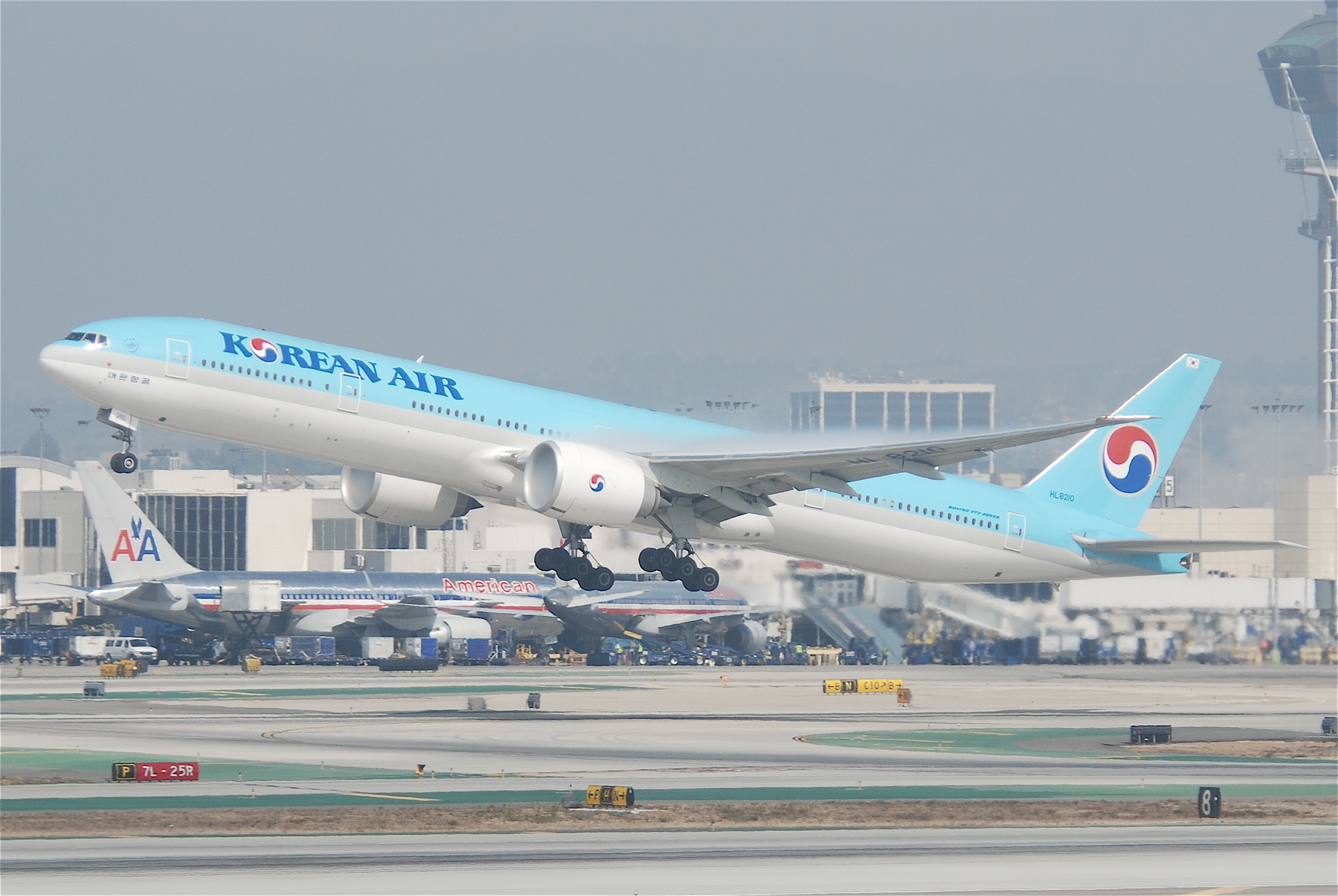
波音777-300ER
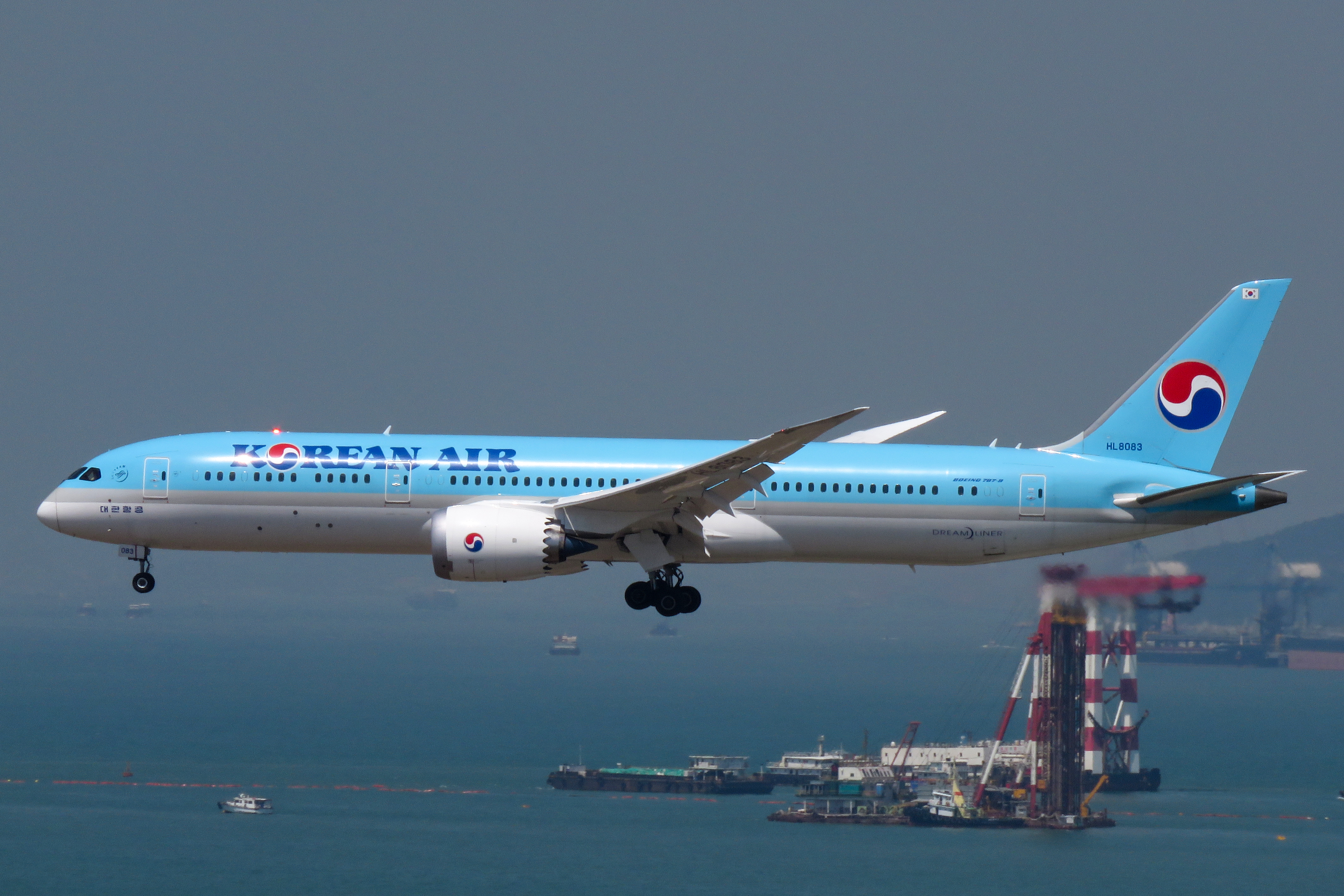
波音787-9
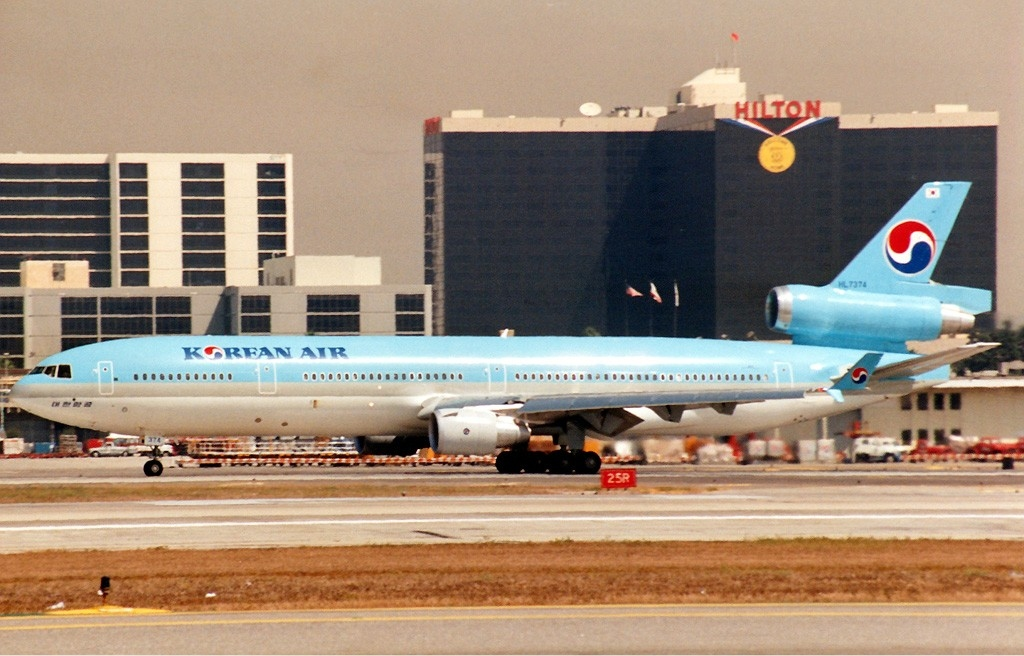
已退役的麥道MD-11

## 飛行常客獎勵計劃
大韓航空的飛行常客獎勵計劃名為「SKYPASS」，所有搭乘大韓航空的乘客均可參加，入會費全免，該計劃另設「SKYPASS JUNIOR」，供12歲以下幼童參加。

## 社会公益
大韩航空2007年在春季沙尘暴发源地之一的中国内蒙古自治区库布其沙漠建有“大韩航空生态园”。“大韩航空生态园”也是韩中文化青少年协会与中国共产主义青年团共同建设的“韩中友好绿色长城”项目的重要组成部分。从2007年至2014年，大韩航空已经连续8年在内蒙古大规模植树造林，累计植树数量达120万棵，覆盖401万平方米的土地，为改善当地自然环境做出了极大的贡献。大韩航空还计划到2016年，完成在450万平方米的土地上种植137万棵树的目标。

## 安全記錄
在20世紀，大韓航空飛行員大多是由退役韓國空軍機師擔任。軍隊內階級觀念制度也被帶到航空公司內。年輕的飛行員不允許對資深的飛行員的決定提出任何異議，即使是犯錯也不可提出指正。這種下級服從上級命令的駕駛艙文化在1990年代末期導致多宗嚴重航空事故。在大韓航空貨運6316號班機於1999年在上海墜毀後，加拿大航空、法國航空、達美航空為此中止與大韓航空實行代碼共享計劃。美國國防部更力勸部門工作人員儘可能避免乘坐大韓航空的航班。同時由於競爭對手韓亞航空自成立以來的優秀飛行安全記錄，大韓航空的市場份額在1990年代被韓亞航空大幅度奪走，時任韓國總統金大中甚至在1999年將大韓航空糟糕的飛行安全記錄稱為「國家之恥」，並選擇乘坐韓亞航空的飛機作為專機前往美國外交。2001年1月，達美航空前副總裁David Greenberg宣布出任大韓航空副社長，並為大韓航空進行了徹底的安全教育，改變了大韓航空的駕駛艙文化。美國聯邦航空管理局于2002年將大韓航空安全等級重新提升到最高等級，美國國防部也取消了不許乘坐大韓航空的禁令。

### 飛行事故
- 1976年8月2日，大韓航空642號班機（波音707貨機，機身編號HL7412）從伊朗首都德黑蘭飛往漢城[14]。飛機從29號跑道起飛升空後，沒有按照標准儀表離場規則進行左轉，而是右轉飛向一座山頭。飛機在海拔2020米（6630英呎）高度撞山墜毀，5名機組人員全部罹難。
- 1980年11月19日，大韓航空015號班機（波音747-2B5B客機，機身編號HL7445）由美國安克雷奇飛往漢城[14]。在降落過程中，由於能見度低，飛機撞上機場旁邊的攔水壩後，在14號跑道墜毀，機身解體並引發大火。6名機組人員（共15名機組成員）、8名乘客（共198名乘客）及地面上1人死亡。
- 1987年11月29日，大韓航空858號班機空難（波音707）從阿拉伯聯合酋長國首都阿布扎比飛往泰國曼谷。在緬甸Tavoy市東北約122公里（76.3英里）處上空爆炸解體。調查顯示，2名恐怖分子扮成乘客，將一台收音機和一個藏有炸藥的酒瓶藏在機艙第7排座位的行李架内。11名機組人員和104名乘客全部死亡。
- 1989年7月27日，大韓航空803號班機（麥道DC10）從沙特阿拉伯吉達起飛前往利比亞首都的黎波里。由於天氣惡劣，加上機組人員在燃油消耗方面的計算失誤，導致飛機在降落至27號跑道之前因燃油耗盡而墜毀。3名機組人員（共18名）、72名乘客（共181名）和4名地面人員死亡。
- 1989年11月25日，一架福克F-28客機從漢城飛往蔚山，由於地面工作失誤，在起飛途中，因機翼結冰導致一台發動機停頓。機師失去方向控制，決定放棄起飛。飛機高速衝出跑道並爆炸起火。幸好並無釀成傷亡。
- 1991年6月13日，一架波音727-281客機從濟州島飛往大邱市。機師未能正確執行降落步驟檢查清單，導致起落架未能正確放出，導致飛機在沒有放下起落架的情況進行機腹着陸，但沒有釀成傷亡。大韓航空隨後開除三名機師，並規定終生不得駕駛飛機。
- 1994年8月10日，2033號航班（空中巴士A300）從漢城飛往濟州。在降落途中距離跑道1773米處著陸。飛機在著陸後依然以104節的速度衝出跑道，撞上機場旁邊的護牆後起火爆炸。無人傷亡。
- 1997年8月6日，從漢城飛往關島首府阿加尼亞的大韓航空801號班機在夜間下降過程中撞上海拔216米的尼米茲山，墜入山谷中。17名機組人員和237名乘客中，只有3名機組人員和23名乘客生還。事後調查顯示，機長未能正確執行非精確着陸程序，以及副機長和各機師未能互相監督機長的操作行為，是導致事故發生的主要原因。
- 1998年8月5日，大韓航空8702號班機（波音747-4B5，機身編號HL7496）從日本東京飛往漢城[14]。在首爾金浦機場降落時，飛機在跑道上連續顛簸，並衝出跑道約100米才停下。25名乘客受傷。
- 1999年3月15日，1533號航班（麥道MD-83）從漢城[14]飛往浦項。當日浦項的天氣惡劣，能見度很低，而且側風風速達25節。機組人員在第一次嘗試降落失敗後，第二次勉強將飛機降落在跑道上，但依然衝出跑道，事件導致多人受傷。
- 1999年4月15日，大韓航空货运6316號班機（MD-11F貨機，編號HL7373）由上海飛往漢城，在起飛後不久墜落於上海虹橋國際機場附近的莘庄镇，造成機上3名機組和地面5人遇難。該事故的起因是機組將塔台指示高度1500米錯判成1500英尺。
- 1999年12月22日，大韓航空貨運8509號班機空難（波音747-2B5F，機身編號HL7451）從英國倫敦史坦斯特機場起飛後不久即墜毀，機上四名機組人員全部遇難。調查結果是機師失誤。
- 2002年1月9日，一架麥道MD-11貨機（註冊編號HL7372，已於2009年11月28日墜毀）在澳洲悉尼機場進行裝卸時傾倒，機尾着地。機場運作並未受影響，機上的10名機組人員被直升機救出，無人受傷。[15]
- 2016年5月27日，大韓航空2708號班機事故（波音777-300）執飛東京羽田國際機場飛往首爾金浦國際機場航班，在準備起飛時客機左側引擎故障冒煙起火須緊急疏散，約30人因吸入濃煙感到不適，乘客302人機組17人全數生還。機場出動泡沫車滅火，20分鐘後撲滅火災。
- 2022年10月23日，大韓航空631號班機執飛韓國仁川國際機場飛往麥克坦-宿霧國際機場，由於天氣惡劣、能見度低，該班機晚間10時12分第一次嘗試降落失敗，10時26分嘗試第二次降落，卻在越過跑道入口不久後放棄，11時08分第三次嘗試降落時衝出跑道，機上乘客、機組員共173人均無受傷。
- 2024年1月16日，大韩航空一架航班号为KE766的A330客机（注冊編號HL7702）计划从札幌飞往仁川时，与国泰航空波音777-300客机（注冊編號：B-HNW）（计划执飞前往香港的CX583航班[16]）在北海道新千岁机场相撞，此次事故尚无人员伤亡报告。[17]大韩航空随后发表声明称，该航班在停机位完成除冰作业后由地面服务公司牵引车牵引下的推出过程中，由于地面湿滑以及牵引车操作不当，飞机左侧机翼部位与相邻停机位的一架国泰航空CX583次航班发生剐蹭。机上13名机组成员及276名乘客无人受伤。[18]

### 劫機事件
- 1958年2月16日，一架道格拉斯DC3飛機（編號HL106，飛機名為“滄浪號”）從釜山飛往漢城[14]的途中被8名劫機分子劫持飛往朝鮮首都平壤。
- 1969年12月11日，一架YS-11-125從江陵市飛往漢城[14]途中再次被劫機分子劫持至北韓平壤，機上有47名乘客和4名機組人員。降落朝鮮66天後，朝鮮當局於1970年2月釋放了39名人質，飛機繼續被扣留在朝鮮，其餘未釋放人質和飛機下落至今仍不明，大韓航空最後把編號為HL5208的飛機被標為退役。[19]
- 1971年1月23日，一架福克F-27從江陵飛往漢城途中，一名劫機分子用手榴彈將飛機劫持至束草市，迫降在海洋上，副機長和劫機犯被炸死。[20][21]

### 其他事件
- 1978年4月20日，大韓航空902號班機（波音707），由法國巴黎飛往美國阿拉斯加州安克雷奇途中偏離航道，在蘇聯境内的摩尔曼斯克附近被蘇聯國土防空軍軍機擊中，109名乘客和機組人員中有2名乘客死亡，13人受傷，飛機最後迫降在蘇聯俄羅斯蘇維埃聯邦社會主義共和國卡累利阿蘇維埃社會主義自治共和國洛烏希以南已經冰凍的科皮亞維湖（俄語：озера Корпиярви）湖面上。
- 1983年9月1日，大韓航空007號班機（波音747-230B，編號HL7442）誤闖蘇聯領空，遭蘇聯空軍戰鬥機擊落於庫頁島西南方的公海。269人遇難。
- 2014年12月5日，韓進集團會長兼大韓航空公司社長趙亮鎬之長女，大韓航空公司副社長趙顯娥以乘客身份乘坐紐約飛往首爾的大韓航空86號班機（空中巴士A380，編號HL7627[22]）。在客機離開停機坪滑往跑道期間，一名空中服務員未有事先請示趙顯娥的情況下，向她提供了一包未有開啟夏威夷果仁，引致趙顯娥大發雷霆，要求機長掉頭返回登機口，造成飛機延誤。此事件隨後被傳媒稱為「堅果返航」或「堅果門」事件[23]。2015年2月2日，首爾西部法院303號法庭一審判決，趙顯娥被判處有期徒刑3年[24]，後被首爾高等法院改判有期徒刑10個月，緩刑2年[25]。

## 外部連結
- 大韓航空 （页面存档备份，存于）（英文）（日語）（繁體中文）（简体中文）（德文）（俄文）（西班牙文）（越南文）（葡萄牙文）（法文）（印尼文）（泰文）
- 大韓航空的Facebook專頁
- 大韓航空的Instagram帳戶
- 大韓航空的X（前Twitter）
- 大韓航空 （页面存档备份，存于）的Google+官方帳戶